# Вторая Бундеслига
Вторая Бундеслига — профессиональная футбольная лига для немецких футбольных клубов. Является второй по уровню в системе футбольных лиг Германии. В ней выступают 18 клубов. Чемпионат проходит с августа по май, каждая команда проводит 34 матча. Проводится с 1963 года, до этого футбол находился на любительском уровне.
Все «большие» клубы Германии играли один или два сезона во Второй лиге.

## История и изменения

### 1974—1992
Вторая Бундеслига менялась по своему составу, роли и положению в системе футбольных лиг Германии несколько раз за свою недолгую историю. Во-первых, ранее данный уровень футбольных лиг был разделен надвое: существовали Вторая Северная и Вторая Южная Бундеслиги. Такое положение продолжалось до 1981 года, когда оба дивизиона были объединены в одну Вторую Бундеслигу, состоявшую из 20 команд. С кратким перерывом, вызванным объединением Германии (сезон 91/92 с различными специальными схемами), Вторая Бундеслига на данный момент существует без структурных изменений.

### Настоящее время
В настоящее время Вторая Бундеслига — второй уровень в немецкой системе футбольных лиг, и, также, как первая Бундеслига, управляется DFL (нем. Deutsche Fußball Liga — Германской Футбольной Лигой). 18 профессиональных команд соревнуются по круговой системе дома и в гостях у команд-соперников в 34 играх. Команда-чемпион и команда-вице-чемпион автоматически переходят в Первую Бундеслигу. Команда, занявшая третье место, играет домашний и гостевой плей-офф матч (матч «на вылет») с командой, занявшей 16-е место в Первой Бундеслиге. Команды, занявшие, по итогам сезона, последние (17-е и 18-е) места, должны покинуть Вторую Бундеслигу, переместившись в турнирную таблицу Третьей Лиги. Команда, занявшая 16-е место, играет домашний и гостевой плей-офф матч (матч «на вылет») с командой, занявшей 3-е место в Третьей Лиге.
Разница между спортивными уровнями клубов Первой лиги и ведущими командами Второй лиги в последние годы уменьшилась.

## Чемпионы Второй Бундеслиги
| Сезон   | Чемпион Второй Бундеслиги                       |
| ------- | ----------------------------------------------- |
| 1974/75 | Ганновер 96 (Север) Карлсруэ (Юг)               |
| 1975/76 | Теннис Боруссия Берлин (Север) Саарбрюккен (Юг) |
| 1976/77 | Санкт-Паули (Север) Штутгарт (Юг)               |
| 1977/78 | Арминия Билефельд (Север) Дармштадт 98 (Юг)     |
| 1978/79 | Байер 04 (Север) Мюнхен 1860 (Юг)               |
| 1979/80 | Арминия Билефельд (Север) Нюрнберг (Юг)         |
| 1980/81 | Вердер (Север) Дармштадт 98 (Юг)                |
| 1981/82 | Шальке 04                                       |
| 1982/83 | Вальдхоф                                        |
| 1983/84 | Карлсруэ                                        |
| 1984/85 | Нюрнберг                                        |
| 1985/86 | Хомбург                                         |
| 1986/87 | Ганновер 96                                     |
| 1987/88 | Штутгартер Кикерс                               |
| 1988/89 | Фортуна Дюссельдорф                             |
| 1989/90 | Герта                                           |
| 1990/91 | Шальке 04                                       |
| 1991/92 | Юрдинген 05 (Север) Саарбрюккен (Юг)            |
| 1992/93 | Фрайбург                                        |
| 1993/94 | Бохум                                           |
| 1994/95 | Ганза                                           |
| 1995/96 | Бохум                                           |
| 1996/97 | Кайзерслаутерн                                  |
| 1997/98 | Айнтрахт (Франкфурт)                            |
| 1998/99 | Арминия Билефельд                               |
| 1999/00 | Кёльн                                           |
| 2000/01 | Нюрнберг                                        |
| 2001/02 | Ганновер 96                                     |
| 2002/03 | Фрайбург                                        |
| 2003/04 | Нюрнберг                                        |
| 2004/05 | Кёльн                                           |
| 2005/06 | Бохум                                           |
| 2006/07 | Карлсруэ                                        |
| 2007/08 | Боруссия Мёнхенгладбах                          |
| 2008/09 | Фрайбург                                        |
| 2009/10 | Кайзерслаутерн                                  |
| 2010/11 | Герта                                           |
| 2011/12 | Гройтер Фюрт                                    |
| 2012/13 | Герта                                           |
| 2013/14 | Кёльн                                           |
| 2014/15 | Ингольштадт 04                                  |
| 2015/16 | Фрайбург                                        |
| 2016/17 | Штутгарт                                        |
| 2017/18 | Фортуна Дюссельдорф                             |
| 2018/19 | Кёльн                                           |
| 2019/20 | Арминия Билефельд                               |
| 2020/21 | Бохум                                           |
| 2021/22 | Шальке 04                                       |
| 2022/23 | Хайденхайм                                      |
| 2023/24 | Санкт-Паули                                     |
| 2024/25 | Кёльн                                           |